# Unidad de historia natural de la BBC
La Unidad de Historia Natural de la BBC es un departamento de la radio-televisora británica BBC que produce contenido de televisión, radio y en línea sobre historia natural o vida silvestre. Es conocida por sus documentales sobre la naturaleza, y tiene una larga asociación con los documentales de autor de David Attenborough.
Fundada en 1957, la Unidad de Historia Natural produce cada año alrededor de 100 horas de televisión y 50 horas de programas de radio, lo que la convierte en la mayor productora de documentales sobre la vida silvestre del mundo. La BBC encarga programas de la Unidad para su emisión en 5 canales de televisión terrestre (BBC One, BBC Two, BBC Four, CBBC y CBeebies) y BBC Radio 4. El contenido se comercializa internacionalmente bajo la marca BBC Earth por la división comercial de la corporación, BBC Studios. El contenido original también se transmite en el canal de YouTube Earth Unplugged.
Desde sus inicios, la Unidad ha tenido su sede en Bristol.

## Filmografía

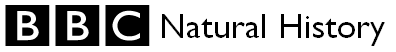
Antiguo logotipo oficial

Desde su creación en la década de 1950, la Unidad de Historia Natural ha producido una gran cantidad de material para televisión, radio y, más recientemente, cine. Siendo la primera y más grande unidad de producción dedicada a la realización de programas de historia natural, mantiene un extenso archivo de imágenes y grabaciones de sonido, así como materiales fílmicos. 
Entre las producciones realizadas por la Unidad de Historia Natural están las siguientes:
| - Zoo Quest (1954-1963) - Look (1955–1969) - Faraway Look (1957) - Life on Earth (1979) - Natural World (1983–presente) - Planeta Viviente (1984) - La vida a prueba (1990) - La vida privada de las plantas (1995) - Paseando con dinosaurios/Caminando entre dinosaurios (1999) - Paseando con bestias/Caminando entre las bestias (2001) - Mamíferos (2002) - Caminando con cavernícolas/Caminando con el hombre de las cavernas (2003) - Monsters We Met (2003) | - Sea Monsters (2003) - The Truth About Killer Dinosaurs (2005) - Walking with Monsters (2005) - Life in the Undergrowth (2005) - Planeta Tierra (2006) - Life in Cold Blood (2008) - Pacífico Sur (2009) - Life (2009) - The Incredible Human Journey (2009) - Charles Darwin y el Árbol de la Vida (2009) - Frozen Planet (2011) - Planetasaurio 2D/El planeta de los dinosaurios (2011) - Planeta Tierra II (2016) |